# Fritz Jahn (Geistlicher)
Friedrich Timotheus Gustav „Fritz“ Jahn (* 24. Januar 1863 in Züllchow, Pommern; † 1931 in Züllchow) war Pastor, Leiter der Züllchower Anstalten, Autor und Gesellschaftsspielsammler.

## Leben
Fritz Jahn war der Sohn von Gustav Jahn und dessen zweiter Frau Dorothea von Dieskau. Er übernahm 25-jährig die Leitung der Züllchower Anstalten von seinem Vater und führte die Geschäfte gut 30 Jahre. Er ist bekannt als „Spielepastor“, weil er nicht nur selbst Gesellschaftsspiele sammelte und darüber publizierte, sondern auch Spiele in den Anstalten anfertigen ließ und sie in der Erziehung von schwierigen Kindern nutzte.